# Yutaka Yamagishi
Pas d'image ? Cliquez ici
Yutaka Yamagishi (山岸 大, Yamagishi Yutaka), né le 22 juin 1967 à Nagano est un pilote automobile japonais. Il compte notamment cinq participations aux 24 Heures du Mans, entre 2005 et 2016.

## Carrière
De 2000 à 2016, il pilote régulièrement dans le championnat Super GT.
En 2005, il participe pour la première fois aux 24 Heures du Mans. Pilotant la Porsche 911 GT3 RSR (996) de T2M Motorsport, il est contraint à l'abandon à la quinzième heure de course à cause d'une sortie de piste.
En 2009, il participe aux 24 Heures du Mans à bord de la Lamborghini Murciélago R-GT de JLOC. Il abandonne dès le premier tour de la course.
En 2016, il participe pour la dernière fois aux 24 Heures du Mans. Avec la Chevrolet Corvette C7.R de Larbre Compétition, il franchit pour la première fois la ligne d'arrivée de la classique mancelle, et ce à la trente-septième position du classement général. La même année, alors qu'il dispute la totalité des manches du championnat du monde d'endurance FIA 2016, il ne fait pas partie de l'équipage de la Corvette pour les 6 Heures de Shanghai. Il dispute sa dernière course en championnat du monde d'endurance FIA à l'occasion des 6 Heures de Fuji, qu'il termine à la trentième place du classement général.